# Liste der Bodendenkmale in Hittbergen
In der Liste der Bodendenkmale in Hittbergen sind alle Bodendenkmale der niedersächsischen Gemeinde Hittbergen aufgelistet. Die Quelle ist der Denkmalatlas Niedersachsen. Der Stand der Liste ist der 26. Juli 2024.

## Allgemein
In den Spalten finden sich folgende Informationen des Bodendenkmales :
- Lage        : geographische Koordinaten
- Bezeichnung : Bezeichnung lt. Denkmalatlas
- Beschreibung: Beschreibung lt. Denkmalatlas
- ID          : Objekt-ID
- Bild        : Bild, ggf. zusätzlich mit Link zu weiteren Fotos im Medienarchiv Wikimedia Commons.

## Barförde
| Lage                         | Bezeichnung             | Beschreibung | ID       | Bild |
| ---------------------------- | ----------------------- | ------------ | -------- | ---- |
| 53° 21′ 37″ N, 10° 35′ 59″ O | Hittbergen 4, Deich     |              | 28931580 | BW   |
| 53° 20′ 11″ N, 10° 36′ 55″ O | Hittbergen 10, Landwehr |              | 28931582 | BW   |

## Hittbergen
| Lage                        | Bezeichnung       | Beschreibung | ID       | Bild |
| --------------------------- | ----------------- | ------------ | -------- | ---- |
| 53° 22′ 9″ N, 10° 38′ 14″ O | Barförde 4, Deich |              | 28931688 | BW   |